# زنان دامن‌پوش
زنان دامن‌پوش (ایتالیایی: Donne con le gonne) یک فیلم عاشقانه کمدی ایتالیایی است که در سال ۱۹۹۱ منتشر شد. این فیلم پرفروش‌ترین فیلم ایتالیایی در سال ۱۹۹۲ در ایتالیا بود. این فیلم نامزد دریافت دو جایزه، بهترین بازیگر نقش مکمل زن و بهترین طراحی لباس، شد.

## بازیگران
- فرانچسکو نوتی
- کارول بوکه
- چینتسیا لئونه
- گستونه موسکین
- دیدی پرگو
- فابریتسیو ویداله
- آنتونیو پتروچلی